# Barbara Saladin
Pour les articles homonymes, voir Saladin (homonymie).
Barbara Saladin, née le 13 août 1976, est une écrivaine suisse d'expression allemande.

## Biographie
Originaire de Nuglar-Saint-Pantaleon (canton de Soleure), Barbara Saladin naît un vendredi 13 à Liestal (Bâle-Campagne). C'est à Gelterkinden qu'elle passe son enfance. Elle choisit de suivre une formation de commerce. En 1997, son premier court roman, Meerschweinchen, paraît sous forme de feuilleton estival dans le journal bâlois Volksstimme, publié à Sissach. 
En 2006, elle s'occupe de la rédaction du scénario du film tiré de son roman Bachpfattli - ein etwas anderer Sommer, paru pour la première fois sous forme de feuilleton, toujours dans le journal Volksstimme. La pellicule portera le titre de Welthund.
Barbara Saladin vit actuellement à Bâle avec son partenaire et ses deux enfants. Elle s'y partage entre ses activités littéraires (ouvrages de longue haleine et textes courts destinés à des anthologies) et le journalisme, pour le journal Volksstimme, basé à Sissach (Bâle-Campagne). Elle est membre de l'association des Autrices et Auteurs de Suisse depuis 2005. 
Barbara Saladin n'hésite pas à s'engager en politique ; en 1995, elle figure notamment au Parlement des jeunes du canton de Bâle-Campagne, et milite aujourd'hui à augenauf basel.

## Ouvrages
- Meerschweinchen/Bachpfattli, Sissach, Schaub Medien, 2004 (romans courts).
- Der Falsche, Warmisbach, Ufhusen, 2005 (roman).
- Ant Mch : Noch mehr Gute Nacht Geschichten, Wurdack Verlag, Nittendorf D, 2005 (nouvelles).
- Ant KG : Rhein-Perlen, Verlag make a book, Neukirchen, 2006 (nouvelles).
- Welthund, scénario de film.

## Distinctions
- 2005 : concours littéraire Zeitzeichen aus Gstaad